# 哈格里韋斯布林冰川
哈格里韋斯布林冰川（英語：Hargreavesbreen），是南極洲的冰川，位於毛德皇后地的朗希爾德公主海岸，處於南龍達訥山脈地區，在1957年由挪威製圖師根據美國海軍繪入地圖，現時由南極條約體系管理。